# Мотрук, Мария Леонидовна
Мари́я Леони́довна Мотру́к (1 июля 1916 — 6 февраля 1984) — советский художник-мультипликатор.

## Биография
Мария Мотрук родилась 1 июля 1916 года в Киеве.
В 1931 году, когда Марии исполнилось 15 лет, семья переехала в Москву. Она, мечтая стать актрисой, поступает в театральную студию Александра Ахметели.
В 1938 году в 21 год, после ареста и расстрела Ахметели и расформирования его театральной студии, Мария поступает на недавно созданную студию «Союзмультфильм».
Сначала она работает в цехе раскраски фаз (заливщицей), потом — художником-фазовщиком и, в конце концов, — художником-мультипликатором.
В 1940 году выходит замуж за мультипликатора «Союзмультфильма» Фёдора Хитрука. В 1944 году у них рождается сын Андрей, ставший писателем и публицистом.
В 1940—60-е годы Мария Мотрук работает вместе с такими выдающимися мастерами мультипликации, как Иван Иванов-Вано, Лев Атаманов, Зинаида и Валентина Брумберг, Михаил Цехановский и другие.
Когда Ф. С. Хитрук занялся режиссурой, Мария Леонидовна становится его постоянным сотрудником в качестве художника-мультипликатора и его ассистента.
Умерла 6 февраля 1984 года.

## Фильмография

### Художник-мультипликатор
- «Девочка в джунглях» (1956)
- «Палка выручалка» (1956)
- «Исполнение желаний» (1957)
- «Грибок-теремок» (1958)
- «Кошкин дом» (1958)
- «Тайна далёкого острова» (1958)
- «Похитители красок» (1959)
- «День рождения» (1959)
- «Человечка нарисовал я» (1960)
- «Большие неприятности» (1961)
- «Ключ» (1961)
- «История одного преступления» (1962)
- «Чудесный сад» (1962)
- «Можно и Нельзя» (1964)
- «Топтыжка» (1964)
- «Каникулы Бонифация» (1965)
- «Иван Иваныч заболел...» (1966)
- «Сегодня день рождения» (1966)
- «Человек в рамке» (1966)
- «Гора динозавров» (1967)
- «Машинка времени» (1967)
- «Фильм, фильм, фильм» (1968)
- «Винни-Пух» (1969)
- «Юноша Фридрих Энгельс» (1970)
- «Винни-Пух идёт в гости» (1971)
- «Огонь» (1971)
- «Три банана» (1971)
- «Любить человека» (1972)
- «Винни-Пух и день забот» (1972)
- «Дарю тебе звезду» (1974)